# Kramersdorf-Haus
Das Kramersdorf-Haus (englisch Kramersdorf Building), besser bekannt als Scultetusheim, ist ein historisches Wohngebäude und ehemaliges Internat in der namibischen Küstenstadt Swakopmund.
Es ist seit dem 3. Dezember 1977 ein Nationales Denkmal Namibias.
Das Gebäude wurde 1912 von Friedrich Kramer, einem führenden Angestellten von Woermann & Brock, als eigener Wohnsitz entworfen und errichtet. 1932 wurde es von Major Oskar Scultetus übernommen und als Internat eingerichtet. Danach gehörte es unter dem Namen Jubiläumshaus der South West Africa Company. Das Kramersdorf-Haus/Scultetusheim befindet sich derzeit (Stand März 2020) in Privatbesitz.
Nach Kramer ist heute noch das Stadtviertel Swakopmund-Kramersdorf benannt.